# Gunabhooshana Cinkaiariyan
Gunabhooshana Cinkaiariyan, (tamoul : குணபூஷண சிங்கையாரியன்), de son nom royal Cekaracacekaran IV, est un roi du royaume de Jaffna, dans l'actuel Sri Lanka. Il fait partie de la dynastie Ârya Chakravarti.

## Biographie
Il était un roi populaire par rapport à son père en raison de sa contribution sur l'éducation et l'emploi. Pendant son règne, le pays était ferme et régulier.